# Tired of Trying, Bored with Lying, Scared of Dying
«Tired of Trying, Bored with Lying, Scared of Dying» es una canción interpretada por la banda británica Manfred Mann. Fue publicada a mediados de noviembre de 1965 como lado B del sencillo promocional «There's No Living Without Your Loving».

## Grabación y lanzamiento
«Tired of Trying, Bored with Lying, Scared of Dying» fue grabado el 2 de agosto y el 30 de septiembre de 1965 en los estudios EMI, en Londres, Inglaterra.
Fue publicada el 19 de noviembre de 1965 en el EP No Living Withouth Loving.

## Recepción de la crítica
En una reseña de la canción de AllMusic, el crítico musical Matthew Greenwald comentó: “Utilizando una base dura de R&B para el ritmo y la melodía, [Paul] Jones canta/recita una letanía de confusión juvenil con extremo abandono y brío. Algunos trabajos de guitarra salvajes con tonos fuzz de Mike Vickers son un gran toque y hacen de esta una de las grandes canciones neo-protestantes de la época”.

## Créditos y personal
Créditos adaptados desde las notas de álbum de No Living Without Loving.
Manfred Mann
- Paul Jones – voz principal, armónica
- Tom McGuinness – guitarra bajo
- Manfred Mann – órgano, piano
- Mike Vickers – guitarra líder, saxofón
- Mike Hugg – batería, vibración

Personal técnico
- John Burgess – productor